# Liste der Monuments historiques in Plesnoy
Die Liste der Monuments historiques in Plesnoy führt die Monuments historiques in der französischen Gemeinde Plesnoy auf.

## Liste der Immobilien
| Bezeichnung | Beschreibung            | Standort          | Kennzeichnung | Schutzstatus | Datum | Bild |
| ----------- | ----------------------- | ----------------- | ------------- | ------------ | ----- | ---- |
| Wegekreuz   | aus dem 15. Jahrhundert | Grande Rue (Lage) | PA00079146    | Classé       | 1925  |      |